# Burghauner Tunnel
Der Burghauner Tunnel im hessischen Landkreis Fulda ist ein 1866 eröffneter, 238 m langer Eisenbahntunnel im Zuge der Bahnstrecke Bebra–Fulda zwischen dem Bahnhof Burghaun (Landkreis Fulda) und dem Bahnhof Haunetal-Neukirchen (Landkreis Hersfeld-Rotenburg).

## Geographische Lage
Der Burghauner Tunnel liegt zwischen dem Burghauner Ortsteil Rothenkirchen im Nordnordwesten und dem Kernort von Burghaun im Südsüdosten. Im Naturraum Haunetal verläuft er in der Westabdachung der Soisberger Kuppenrhön durch einen etwa 260 bis 280 m ü. NHN hohen Bergsporn, der 2,8 km westsüdwestlich der Steinbacher Höhe (364 m) liegt und westlich von der Haune umflossen wird. Wenige Meter östlich parallel zum Tunnel verläuft die Bundesstraße 27 tunnellos über den Sporn. Der Tunnel mit wenigen Metern Erdüberdeckung befindet sich bei Kilometer 132,4 der Bahnstrecke Bebra–Fulda.

## Tunnellänge
Die Länge des Burghauner Tunnels wird in verschiedenen Publikationen unterschiedlich mit 234 über 236 bis 238 m angegeben, wobei der zuletzt genannte Wert von den Aufschriften der Schilder vor den Tunnelportalen stammt.

## Geschichte

### Entstehung
Der Burghauner Tunnel verdankt seine Existenz dem Umstand, dass das für den Bahnbau wesentlich günstigere Fuldatal im benachbarten Großherzogtum Hessen lag. Um dieses zu umgehen, wählten die kurhessischen Ingenieure die aufwändige Trassierung über die Höhen mit 50 Meter verlorener Steigung und dem teueren Tunnelbau. Die Verkehrsfreigabe des Tunnels fand im Rahmen der Eröffnung des Streckenabschnitts Fulda–Hersfeld am 1. Oktober 1866 statt.

### Unfall von 1954
Am 17. Oktober 1954 ereignete sich im Burghauner Tunnel ein Unfall, der auch darauf beruhte, dass die weitgehend östlich und parallel zur Bahnstrecke verlaufende B 27 damals noch mit zwei Bahnübergängen (je einer nördlich und südlich des Tunnels) die Gleise kreuzte. Als an diesem Tag ein mit einer Dampflokomotive bespannter Schnellzug von Hamburg nach Basel auf der Strecke nach Süden fuhr, waren die Schranken des nördlichen Bahnübergangs nicht geschlossen. Ein Lkw, mit Zucker beladen, befuhr den Übergang, wurde von der Lokomotive erfasst und von ihr durch den Tunnel gedrückt. Dabei wurde der Zucker bis in den Führerstand der Dampflokomotive geschleudert, wo er sich entzündete und wodurch der Heizer schwer verletzt wurde. Es dauerte mehrere Stunden, um Tunnel und Straße vom Zucker zu befreien.